# Supercopa de México 2016-17
La Supercopa MX 2016-17 fue la cuarta edición de la Supercopa de México. Esta edición sería disputada por los campeones de Copa Corona MX correspondientes al Apertura 2016ː Querétaro y Clausura 2017: Guadalajara. Sin embargo, el Guadalajara no podía participar debido a que también fue campeón del Clausura 2017 en la Liga Bancomer MX, por lo que tenía que disputar el Campeón de Campeones 2016-17 el mismo día. Su lugar lo ocupó el Club América, que fue el equipo que cosechó más puntos en ambas copas de la temporada 2016-17.

## Sistema de competición
Disputarán la Supercopa MX 2016-17 los campeones de las Copas Apertura 2016 y Clausura 2017. En esta ocasión la final será a un juego único en Estados Unidos.
El Club vencedor de la Supercopa MX será aquel que en el partido anote el mayor número de goles. Si al término del tiempo reglamentario el partido está empatado, se procederá a lanzar tiros penales, hasta que resulte un vencedor.

## Información de los equipos
| Equipo    | Entrenador     | Estadio     | Ciudad               | Patrocinador  | Kit  |
| --------- | -------------- | ----------- | -------------------- | ------------- | ---- |
| Querétaro | Jaime Lozano   | Corregidora | Querétaro, Querétaro | Banco Multiva | Puma |
| América   | Miguel Herrera | Azteca      | Ciudad de México     | Huawei        | Nike |

## Partido

### Querétaro-América
| 16 de julio de 2017, 14:36 (UTC-7)                  | Querétaro                   | 2:0 (1:0) | América | Stubhub Center, Los Ángeles                                    |                                                                |
|                                                     | Villa 13' (pen.) · Mier 63' | Reporte   |         | Asistencia: 13 783 espectadores Árbitro(s): Erick Yair Miranda | Asistencia: 13 783 espectadores Árbitro(s): Erick Yair Miranda |
| Querétaro campeón de la Supercopa MX 2016-17 (2:0). |                             |           |         |                                                                |                                                                |

#### Ficha
| Campeón Supercopa MX 2016-17 |
| ---------------------------- |
|                              |
| Querétaro                    |
| 1° Título                    |